# 2,3,4-三甲基戊烷
2,3,4-三甲基戊烷是一种支链烷烃，化学式为C8H18，它是辛烷的同分异构体之一。它和氯气在光照下反应，得到~33%的3-氯-2,3,4-三甲基戊烷和~67%的2-氯-2,3,4-三甲基戊烷。它在一氧化氮存在下和羟基自由基反应，得到乙醛、丙酮、3-甲基丁酮以及少量的硝酸酯。